# Рермос
Рермос (њем. Röhrmoos) општина је у њемачкој савезној држави Баварска. Једно је од 17 општинских средишта округа Дахау. Према процјени из 2010. у општини је живјело 6.341 становника. Посједује регионалну шифру (AGS) 9174141.

## Географски и демографски подаци
Рермос се налази у савезној држави Баварска у округу Дахау. Општина се налази на надморској висини од 505 метара. Површина општине износи 31,8 km². У самом мјесту је, према процјени из 2010. године, живјело 6.341 становника. Просјечна густина становништва износи 200 становника/km².

## Међународна сарадња
| Мјесто | Држава    | Врста сарадње | Од    |
| ------ | --------- | ------------- | ----- |
|        | Француска | партнерство   | 1991. |
| Извор  |           |               |       |